# Helen, the baby fox
Helen the Baby Fox (子ぎつねヘレン Kogitsune Heren?) es una película japonesa de 2006, dirigida por Keita Kono. Fue estrenada en cines japoneses el 18 de marzo de 2006.

## Sinopsis
La película trata de un niño, Taichi Ogawara, que se encuentra a una pequeña zorro hembra al lado de la carretera y se la lleva a casa para cuidarla. La zorra, sin embargo, es sorda, muda y ciega. Taichi le pone Helen, en memoria de la escritora estadounidense Helen Keller. Taichi encuentra muchas cosas en común con la cachorra, y más tarde se entera de que tiene un tumor que está creciendo dentro de su cerebro. Taichi trata desesperadamente de encontrar una cura, y mientras tanto, se da cuenta de cómo la cachorra le ha inspirado a través de sus propias formas de lucha por el tumor. Se enfrentarán a un gran escepticismo y la crítica de las personas que los rodean, además las dificultades derivadas de discapacidades físicas de Helen.

## Reparto
- Ogawara Taichi (大河原太一) - Fukasawa Arashi
- Ogawara Ritsuko (大河原律子) - Yasuko Matsuyuki
- Koji Yajima (矢岛幸次) - Takao Osawa
- Misuzu Yajima (矢岛美铃) - Ryoko Kobayashi
- Profesor Uehara (山口先生, Uehara- sensei ) - Shunji Fujimura
- Mami (マミ) - Chiaki Ozaki
- Hakase (ハカセ) - Satō Kazuya